# Carel van der Wijck
Carel van der Wijck (ook: van der Wyck) (Zutphen, 1 februari 1797 – Arnhem, 30 juni 1852) was een Nederlands generaal, officier in de Militaire Willems-Orde, ridder in de Orde van de Nederlandse Leeuw, adjudant in buitengewone dienst van de Koning en commandant van het Koninklijk Nederlandsch-Indisch Leger.

## Familie
Jhr. Van der Wyck was een zoon van jhr. Harmen Jan van der Wyck (1769-1847), generaal-majoor der genie, en Cornelia Constantia van der Muelen (1771-1852). Hij was een broer van jhr. mr. Herman Constantijn van der Wyck (1815-1899), lid van de Raad van Indië die de vader was van onder anderen jhr. Herman Marinus van der Wijck (1843-1932), minister van Marine, van jhr. Carel Herman Aart van der Wijck (1840-1914), gouverneur-generaal van Nederlands-Indië en van luitenant-generaal jhr. Johan Cornelis van der Wijck (1848-1919). Carel van der Wijck bleef ongehuwd.

## Loopbaan
Van der Wijck werd op 1 februari 1814 benoemd tot cadet bij het bataljon pontonniers, mineurs en sappeurs, op 7 mei 1814 aangesteld als tweede luitenant-ingenieur en toegevoegd als waarnemend adjudant aan zijn vader, Harmen Jan van der Wyck, destijds kolonel-ingenieur en directeur der eerste directie der fortificatie. De vader werd in 1815 adjudant-generaal bij het leger te velde en zijn zoon volgde hem als adjudant op 4 mei naar Frankrijk. Van der Wijck nam deel aan de veldslagen te Quatre-Bras en Waterloo en aan het blokkeren van Quesnoy en Valencijn.

### Expedities naar Palembang en Celebes
Van der Wijck werd op 8 september 1815 benoemd tot eerste luitenant-ingenieur, vertrok op 29 oktober vanaf Texel naar Java en kwam op 13 mei 1816 te Batavia aan. Hij werd direct ingedeeld bij het wapen der genie in de eerste grote militaire afdeling en op 24 augustus 1817 bevorderd tot kapitein. Op 1 januari 1818 werd Van der Wijck benoemd tot eerst aangewezen ingenieur voor Banka en Palembang en naar Muntok gezonden. Hij vergezelde commissaris Muntinghe naar Palembang en kwam daar in juni 1818 aan. Van der Wijck kreeg opdracht om de Engelsen met geweld van het grondgebied van de sultan van het Palembangse rijk te verdrijven. In de avond van de 4de juli waren alle toegangen tot het verblijf der Britten door de Nederlandse troepen bezet, en toen zij zich niet wilden overgeven drong Van der Wijck om 3 uur de volgende ochtend hun verblijven binnen en arresteerde de Engelsen. Op 12 juni 1819 overviel de Sultan van Palembang de Nederlandse troepen en verschanste zich met zijn manschappen in een versterkte nederzetting. Een colonne, onder leiding van Van der Wijck, deed een vergeefse aanval. Muntinghe deed een voorstel tot standhouding van de troepen aan de Peladjoe maar kapitein-luitenant Bakker verklaarde dat de schepen niet konden blijven liggen en ging versterking vragen te Muntok. Indien men aan de Peladjoe de invoer van munitie had kunnen afwachten, dan waren, naar alle waarschijnlijkheid, volgens Van der Wijck, de grote expedities van 1819 en 1820 overbodig geweest.
Van der Wijck ontving op 10 augustus de last zich te Batavia onder de bevelen van kolonel Bisschoff, commandant der landtroepen, bestemd om deel te nemen aan de expeditie van dat jaar tegen Palembang, te stellen. Hij nam deel aan de expeditie, onderscheidde zich, op 17 september 1820, bij het nemen van Mendare, het hoofdkwartier van een van de leiders van de opstand, nam deel aan een expeditie naar de rivier Bantal en leidde diverse zware gevechten. Van der Wijck raakte zwaargewond, toen hij trachtte het leven van een vrouw te redden, die bedreigd werd door een inlandse soldaat en die hem als dank daarvoor een zware klewang-houw toediende. Nadat hij hiervan hersteld was kreeg Van der Wijck de opdracht een nieuwe nederzetting voor de Nederlandse troepen te Toeboeali te ontwerpen en daarna een inspectiereis te maken over het gehele eiland. Op 16 mei 1821 scheepte Van der Wijck zich weer in om deel te nemen aan een nieuwe expeditie onder zijn directe chef, luitenant-kolonel Frans David Cochius. Hij deed diverse verkenningen, nam deel aan diverse gevechten en verkreeg hiervoor, na al op 15 juni 1818 benoemd te zijn tot de vierde klasse voor zijn verrichtingen te Palembang, de Militaire Willems-Orde derde klasse uitgereikt.

### Java-oorlog
Van der Wijck bleef tot augustus 1822 eerste ingenieur voor Banka en Palembang, werd tijdelijk ingenieur te Batavia, en keerde toen weer terug naar zijn eerdere werkkring. Hij werd in mei 1823 benoemd tot eerste ingenieur in de 2de grote militaire afdeling en werd in februari 1824 naar Batavia geroepen om een inspectie-reis van luitenant-kolonel Cochius naar de Molukken mee te maken als directeur der fortificaties en civiele gebouwen. Nadat hij op 9 januari 1825 tot majoor-ingenieur was bevorderd werd hij naar Makassar gezonden om daar als chef der genie, onder generaal-majoor van Geen aan de oorlog tegen Celebes deel te nemen. Hij onderscheidde zich ook hier en werd vervolgens, op 1 augustus, opgeroepen de krijgsverrichtingen op Borneo te vergezellen. Van der Wijck verbleef hier echter maar kort, omdat hij, vanwege het uitbreken van de Java-oorlog, in september naar Java moest oversteken. Al op de 15de van die maand nam hij deel aan de eerste gevechten, gedurende de maanden van 1825 op 1826 was hij te Djokjakarta belast met de genie-werkzaamheden, en onderscheidde zich op 28 mei 1826 bij het nemen van een versterkte dessa. Van der Wijck nam deel aan de bestorming van de Kraton van Pleret, onder kolonel Cochius. Vanaf de maand juli daarop volgend nam hij, als chef de genie, deel aan diverse veldtochten en verschillende marsen. Op 17 mei 1827 werd hij benoemd tot chef van de derde afdeling (genie) van het militaire departement maar ziekte dwong hem verlof naar Nederland te verzoeken, waarheen hij op 1 februari 1828 vertrok.

### Tweede expeditie naar Bali
In Nederland werd Van der Wijck op 17 juli 1828 aangesteld tot luitenant-kolonel bij de genie in Oost-Indië en werd kort daarop, 19 augustus 1828, benoemd tot een commissie, die aan de Minister van Marine en de Koloniën voorstellen moest doen omtrent de meest geschikte (militaire en staatkundige) maatregelen tot demping van het bestaande oproer en het herstel en de bevestiging van rust op Java. In een missive van 3 april 1829 werd de tevredenheid van de Koning betuigd over Van der Wijcks aandeel in de commissie. Van der Wijck scheepte zich op 20 oktober 1829 weer in en kwam op 26 februari 1830 op Java terug. De 22ste maart werd hij aangesteld tot chef van de derde afdeling (genie) van de algemene staf en nog datzelfde jaar (4 december) ontving hij zijn benoeming tot chef der genie in Nederlands-Indië. Hij ontwierp in deze functie het stelsel der verdediging van Java en presenteerde dit, in de vorm van een volledig voorstel, aan de regering van het moederland, die het aannam. Van der Wijck (intussen op 29 januari 1834 tot kolonel benoemd) werd opgedragen naar Nederland te vertrekken en zijn plannen toe te lichten (5 juli 1835). Hij werd op 7 december 1836 benoemd tot ridder in de Orde van de Nederlandse Leeuw. Van der Wijck kwam op 10 augustus 1837 weer op Java aan en werd op 18 december benoemd tot kolonel-directeur der genie en inspecteur van de sappeurs. Op 26 februari 1841 werd hij benoemd tot adjudant in buitengewone dienst van Z.M. de Koning en het daarop volgend jaar benoemd tot generaal-majoor. Op 1 januari 1848, na het vertrek van luitenant-generaal Cochius, werd Van der Wijck tijdelijk benoemd tot bevelhebber van het Indisch leger. Na de mislukte Tweede expeditie naar Bali verzocht Van der Wijck diep geschokt zijn pensioen, dat hij op 2 januari 1849 verkreeg, en keerde naar Nederland terug. Hij kreeg een zware beroerte en overleed aan de gevolgen op 30 juni 1852.
- Biografisch Portaal: 88286350
- Digitale Bibliotheek voor de Nederlandse Letteren: wijc014
- International Standard Name Identifier: 0000 0003 9713 3901
- Library of Congress Control Number: nb2014023800
- Nederlandse Thesaurus van Auteursnamen: 099859785
- Virtual International Authority File: 292211533
- WorldCat: E39PBJcBY8Y74XjvrqMWTpkCcP